# Daniil Medvedev
Daniil Sergejevitsj Medvedev (Russisch: Дании́л Серге́евич Медве́дев) (Moskou, 11 februari 1996) is een Russisch professioneel tennisser. Hij wordt gecoacht door Gilles Cervara.

## Loopbaan
Medvedev bereikte zijn eerste finaleplaats in 2017 op het ATP-toernooi van Chennai. In 2018 won hij drie toernooien. Het jaar 2019 gold als een absoluut topjaar, met negen finales op het hoogste niveau, waarvan er vier gewonnen werden. In de zomer van 2019 bereikte hij achtereenvolgens de finale van het ATP-toernooi van Washington (verlies tegen Nick Kyrgios), het ATP-toernooi van Montreal/Toronto (verlies tegen Rafael Nadal), het ATP-toernooi van Cincinnati (winst tegen David Goffin), zijn eerste eindstrijd op een grandslam, de US Open 2019 (verlies tegen Nadal), het ATP-toernooi van Sint-Petersburg (winst tegen Borna Ćorić) en het ATP-toernooi van Shanghai (winst tegen Alexander Zverev). Door deze reeks bereikte hij de vierde plaats op de wereldranglijst.
Medvedev zette na hervatting van het seizoen 2020, dat vanwege de wereldwijde coronapandemie maanden stil lag, zijn stijgende lijn door. Hij bereikte de halve finale van de US Open 2020 waar hij verloor van de latere winnaar Dominic Thiem. Hij zette dit recht door aan het einde van het seizoen de Oostenrijker in de eindstrijd van de ATP Finals 2020 klop te geven; zijn grootste prestatie uit zijn carrière tot dan toe.
Tussendoor won hij het ATP-toernooi van Parijs 2020 ten koste van generatiegenoot Alexander Zverev, zijn derde masterstitel. In 2021 denderde Medvedev verder door. Hij won met Rusland de ATP Cup 2021 en hij bereikte op de Australian Open 2021 zijn tweede grandslamfinale, die hij verloor van de Serviër Novak Djokovic. In zijn derde grandslamfinale, die hij bereikte op het US Open 2021, wist hij ditmaal Djokovic (in straight sets) te verslaan, waarmee hij zijn eerste grandslamtitel behaalde. Op het ATP-toernooi van Parijs 2021 bereikte hij net als een jaar eerder opnieuw de finale, maar Djokovic nam revanche door na een set achterstand nu wel te winnen. Op het Australian Open 2022 bereikte hij voor het tweede jaar op rij de eindstrijd – ondanks een 2–0 voorsprong in sets tegen Nadal ging de finale wederom verloren. 
In februari 2022 werd Medvedev de 27e man in de historie van het professionele tennis die de eerste plaats van de ATP-ranglijst bereikte. Hij doorbrak hiermee de hegemonie van Roger Federer, Rafael Nadal, Novak Djokovic en Andy Murray, ook wel de "Big Four" van het hedendaagse tennis, die vanaf 2004 diezelfde lijst aanvoerden. 

## Palmares
| Legenda                       | Legenda               |
| ----------------------------- | --------------------- |
| Grand Slam                    |                       |
| Olympische Spelen             |                       |
| tot 2009                      | vanaf 2009            |
| Tennis Masters Cup            | ATP Finals            |
| ATP Masters Series            | ATP Tour Masters 1000 |
| ATP International Series Gold | ATP Tour 500          |
| ATP International Series      | ATP Tour 250          |

### Enkelspel
| Nr.                          | Datum             | Toernooi             | Ondergrond    | Tegenstander in finale | Score                      |         |
| ---------------------------- | ----------------- | -------------------- | ------------- | ---------------------- | -------------------------- | ------- |
| gewonnen finales             |                   |                      |               |                        |                            |         |
| 1.                           | 13 januari 2018   | ATP Sydney           | Hardcourt     | Alex de Minaur         | 1-6, 6-4, 7-5              | details |
| 2.                           | 25 augustus 2018  | ATP Winston-Salem    | Hardcourt     | Steve Johnson          | 6-4, 6-4                   | details |
| 3.                           | 7 oktober 2018    | ATP Tokio            | Hardcourt     | Kei Nishikori          | 6-2, 6-4                   | details |
| 4.                           | 10 februari 2019  | ATP Sofia            | Hardcourt (i) | Márton Fucsovics       | 6-4, 6-3                   | details |
| 5.                           | 19 augustus 2019  | ATP Cincinnati       | Hardcourt     | David Goffin           | 7-6(3), 6-4                | details |
| 6.                           | 22 september 2019 | ATP Sint-Petersburg  | Hardcourt (i) | Borna Ćorić            | 6-3, 6-1                   | details |
| 7.                           | 13 oktober 2019   | ATP Shanghai         | Hardcourt     | Alexander Zverev       | 6-4, 6-1                   | details |
| 8.                           | 8 november 2020   | ATP Parijs           | Hardcourt (i) | Alexander Zverev       | 5-7, 6-4, 6-1              | details |
| 9.                           | 22 november 2020  | ATP Finals           | Hardcourt (i) | Dominic Thiem          | 4-6, 7-6(2), 6-4           | details |
| 10.                          | 14 maart 2021     | ATP Marseille        | Hardcourt (i) | Pierre-Hugues Herbert  | 6-4, 6-7(4), 6-4           | details |
| 11.                          | 26 juni 2021      | ATP Mallorca         | Gras          | Sam Querrey            | 6-4, 6-2                   | details |
| 12.                          | 15 augustus 2021  | ATP Montreal/Toronto | Hardcourt     | Reilly Opelka          | 6-4, 6-3                   | details |
| 13.                          | 12 september 2021 | US Open              | Hardcourt     | Novak Djokovic         | 6-4, 6-4, 6-4              | details |
| 14.                          | 6 augustus 2022   | ATP Los Cabos        | Hardcourt     | Cameron Norrie         | 7-5, 6-0                   | details |
| 15.                          | 30 oktober 2022   | ATP Wenen            | Hardcourt (i) | Denis Shapovalov       | 4-6, 6-3, 6-2              | details |
| 16.                          | 19 februari 2023  | ATP Rotterdam        | Hardcourt (i) | Jannik Sinner          | 5-7, 6-2, 6-2              | details |
| 17.                          | 26 februari 2023  | ATP Doha             | Hardcourt     | Andy Murray            | 6-4, 6-4                   | details |
| 18.                          | 4 maart 2023      | ATP Dubai            | Hardcourt     | Andrej Roebljov        | 6-2, 6-2                   | details |
| 19.                          | 2 april 2023      | ATP Miami            | Hardcourt     | Jannik Sinner          | 7-5, 6-3                   | details |
| 20.                          | 21 mei 2023       | ATP Rome             | Gravel        | Holger Rune            | 7-5, 7-5                   | Details |
| verloren finales             |                   |                      |               |                        |                            |         |
| 1.                           | 8 januari 2017    | ATP Chennai          | Hardcourt     | Roberto Bautista Agut  | 3-6, 4-6                   | details |
| 2.                           | 6 januari 2019    | ATP Brisbane         | Hardcourt     | Kei Nishikori          | 4-6, 6-3, 2-6              | details |
| 3.                           | 28 april 2019     | ATP Barcelona        | Gravel        | Dominic Thiem          | 4-6, 0-6                   | details |
| 4.                           | 4 augustus 2019   | ATP Washington       | Hardcourt     | Nick Kyrgios           | 6-7(6), 6-7(4)             | details |
| 5.                           | 11 augustus 2019  | ATP Montreal/Toronto | Hardcourt     | Rafael Nadal           | 3-6, 0-6                   | details |
| 6.                           | 8 september 2019  | US Open              | Hardcourt     | Rafael Nadal           | 5-7, 3-6, 7-5, 6-4, 4-6    | details |
| 7.                           | 21 februari 2021  | Australian Open      | Hardcourt     | Novak Djokovic         | 5-7, 2-6, 2-6              | details |
| 8.                           | 7 november 2021   | ATP Parijs           | Hardcourt (i) | Novak Djokovic         | 6-4, 3-6, 3-6              | details |
| 9.                           | 21 november 2021  | ATP Finals           | Hardcourt (i) | Alexander Zverev       | 4-6, 4-6                   | details |
| 10.                          | 30 januari 2022   | Australian Open      | Hardcourt     | Rafael Nadal           | 6-2, 7-6(5), 4-6, 4-6, 5-7 | details |
| 11.                          | 12 juni 2022      | ATP Rosmalen         | Gras          | Tim van Rijthoven      | 4-6, 1-6                   | details |
| 12.                          | 19 juni 2022      | ATP Halle            | Gras          | Hubert Hurkacz         | 1-6, 4-6                   | details |
| 13.                          | 19 maart 2023     | ATP Indian Wells     | Hardcourt     | Carlos Alcaraz         | 3-6, 2-6                   | details |
| 14.                          | 10 september 2023 | US Open              | Hardcourt     | Novak Djokovic         | 3-6, 6-7(5), 3-6           | details |
| 15.                          | 4 oktober 2023    | ATP Peking           | Hardcourt     | Jannik Sinner          | 6-7(2), 6-7(2)             | details |
| 16.                          | 29 oktober 2023   | ATP Wenen            | Hardcourt (i) | Jannik Sinner          | 6-7(7), 6-4, 3-6           | details |
| 17.                          | 28 januari 2024   | Australian Open      | Hardcourt     | Jannik Sinner          | 6-3, 6-3, 4-6, 4-6, 3-6    | details |
| 18.                          | 17 maart 2024     | ATP Indian Wells     | Hardcourt     | Carlos Alcaraz         | 6-7(5), 1-6                | details |
| gewonnen finales challengers |                   |                      |               |                        |                            |         |
| 1.                           | 11 september 2016 | St. Remy             | Hardcourt     | Joris De Loore         | 6-3, 6-3                   |         |

### Landencompetities
| Nr.              | Datum                | Toernooi  | Ondergrond    | Partner(s)                                                                        | Tegenstanders                                                                                  | Score                | Ref.    |
| ---------------- | -------------------- | --------- | ------------- | --------------------------------------------------------------------------------- | ---------------------------------------------------------------------------------------------- | -------------------- | ------- |
| gewonnen finales |                      |           |               |                                                                                   |                                                                                                |                      |         |
| 1.               | 7 januari 2021       | ATP Cup   | Hardcourt     | Andrej Roebljov Jevgeni Donskoj Aslan Karatsev                                    | Matteo Berrettini Fabio Fognini Simone Bolelli Andrea Vavassori                                | 2-0 (2 wedstrijden)  | details |
| 2.               | 20-22 september 2021 | Laver Cup | Hardcourt (i) | Stéfanos Tsitsipás Alexander Zverev Andrej Roebljov Matteo Berrettini Casper Ruud | Félix Auger-Aliassime Denis Shapovalov Diego Schwartzman Reilly Opelka John Isner Nick Kyrgios | 14-1 (9 wedstrijden) | details |
| 3.               | 5 december 2021      | Davis Cup | Hardcourt (i) | Andrej Roebljov Aslan Karatsev Karen Chatsjanov                                   | Marin Čilić Borna Gojo Nino Serdarušić Nikola Mektić Mate Pavić                                | 2-0 (2 wedstrijden)  | details |

## Resultaten grote toernooien
| Legenda | Legenda                          |
| ------- | -------------------------------- |
| g.t.    | geen toernooi gehouden           |
| l.c.    | lagere categorie                 |
| –       | niet deelgenomen                 |
| G       | uitgeschakeld in de groepsfase   |
| 1R      | uitgeschakeld in de eerste ronde |
| 2R      | uitgeschakeld in de tweede ronde |
| 3R      | uitgeschakeld in de derde ronde  |
| 4R      | uitgeschakeld in de vierde ronde |
| KF      | uitgeschakeld in de kwartfinale  |
| HF      | uitgeschakeld in de halve finale |
| F       | de finale verloren               |
| W       | het toernooi gewonnen            |
| w-v     | winst/verlies-balans             |

### Enkelspel
| grandslamtoernooien |      |      |      |      |      |      |      |    |      |
| Australian Open     | –    | –    | 4R   | 4R   | F    | F    | 3R   | F  | 2R   |
| Roland Garros       | 1R   | 1R   | 1R   | 1R   | KF   | 4R   | 1R   | 4R | 1R   |
| Wimbledon           | 2R   | 3R   | 3R   | g.t. | 4R   | –    | HF   | HF | 1R   |
| US Open             | 2R   | 3R   | F    | HF   | W    | 4R   | F    | KF |      |
| ATP Finals          |      |      |      |      |      |      |      |    |      |
| ATP Finals          | –    | –    | G    | W    | F    | G    | HF   | G  |      |
| ATP Masters 1000    |      |      |      |      |      |      |      |    |      |
| Indian Wells        | –    | –    | 3R   | g.t. | 4R   | 3R   | F    | F  | HF   |
| Miami               | –    | 1R   | 4R   | g.t. | KF   | KF   | W    | HF | 2R   |
| Monte Carlo         | –    | 2R   | HF   | g.t. | –    | –    | KF   | 3R | 3R   |
| Madrid              | –    | 1R   | 1R   | g.t. | 3R   | –    | 4R   | KF | KF   |
| Rome                | –    | 1R   | 1R   | –    | 2R   | –    | W    | 4R | 4R   |
| Montreal/Toronto    | –    | 3R   | F    | g.t. | W    | 2R   | KF   | 2R |      |
| Cincinnati          | –    | 1R   | W    | KF   | HF   | HF   | 3R   | 2R |      |
| Shanghai            | –    | 2R   | W    | g.t. | g.t. | g.t. | 3R   | KF |      |
| Parijs              | –    | 2R   | 2R   | W    | F    | 2R   | 2R   | 2R |      |
| olympisch           |      |      |      |      |      |      |      |    |      |
| Olympische Spelen   | g.t. | g.t. | g.t. | g.t. | KF   | g.t. | g.t. | 3R | g.t. |
| statistieken        |      |      |      |      |      |      |      |    |      |
| titels per jaar     | 0    | 3    | 4    | 2    | 4    | 2    | 5    | 0  | 0    |
| eindejaarsranking   | 65   | 16   | 5    | 4    | 2    | 7    | 3    | 5  |      |

### Mannendubbelspel
| grandslamtoernooien |      |      |      |      |      |      |      |     |      |
| Australian Open     | –    | –    | –    | –    | –    | –    | –    | –   | –    |
| Roland Garros       | 1R   | –    | –    | –    | –    | –    | –    | –   | –    |
| Wimbledon           | –    | –    | –    | g.t. | –    | –    | –    | –   | –    |
| US Open             | 2R   | –    | –    | –    | –    | –    | –    | –   |      |
| ATP Masters 1000    |      |      |      |      |      |      |      |     |      |
| Indian Wells        | –    | –    | 1R   | g.t. | –    | –    | –    | –   | –    |
| Miami               | –    | 1R   | 1R   | g.t. | –    | –    | –    | –   | –    |
| Monte Carlo         | –    | –    | KF   | g.t. | –    | –    | –    | 1R  | –    |
| Madrid              | –    | –    | KF   | g.t. | 2R   | –    | –    | 1R  | –    |
| Rome                | –    | –    | –    | –    | 2R   | –    | –    | –   | –    |
| Montreal/Toronto    | –    | –    | –    | g.t. | –    | –    | –    | KF  |      |
| Cincinnati          | –    | –    | 2R   | –    | –    | –    | –    | –   |      |
| Shanghai            | –    | –    | –    | g.t. | g.t. | g.t. | –    | –   |      |
| Parijs              | –    | –    | –    | 1R   | –    | –    | –    | –   |      |
| olympisch           |      |      |      |      |      |      |      |     |      |
| Olympische Spelen   | g.t. | g.t. | g.t. | g.t. | 1R   | g.t. | g.t. | 1R  | g.t. |
| statistieken        |      |      |      |      |      |      |      |     |      |
| titels per jaar     | 0    | 0    | 0    | 0    | 0    | 0    | 0    | 0   |      |
| eindejaarsranking   | 348  | 389  | 188  | 204  | 280  | 407  | –    | 331 |      |